# Дружба (микрорайон, Домодедово)
Дру́жба — бывший микрорайон города Домодедово Московской области. Его территория с 2014 года является частью микрорайона Южный.
Строительство микрорайона началось в 1998 году на базе строительного кооператива. В период с 2005 по 2007 год, после принятия Федерального закона от 30 декабря 2004 № 214-ФЗ «Об участии в долевом строительстве многоквартирных домов…» темпы строительства снизились, строительная компания долгое время улаживала правовые вопросы с местными властями. Задержки в строительстве вызвали волнение среди инвесторов строительной компании, в СМИ стали появляться публикации о «тысячах обманутых инвесторов». Однако, после урегулирования правовых вопросов, все дома микрорайона были построены и инвесторы получили оплаченные квартиры. «Дружба» стал крупнейшим благоустроенным микрорайоном города Домодедово.

## Достопримечательности
- Строящиеся храмы Новомучеников и исповедников Домодедовских